# Condado de Myślibórz
Condado de Myśliborski (polaco: powiat myśliborski) é um powiat (condado) da Polónia, na voivodia de Pomerânia Ocidental. A sede do condado é a cidade de Myślibórz. Estende-se por uma área de 1181,95 km², com 67 341 habitantes, segundo o censo de 2005, com uma densidade de 56,97 hab/km².

## Divisões admistrativas
O condado possui:
Comunas urbana-rurais: Barlinek, Dębno, Myślibórz
Comunas rurais: Boleszkowice, Nowogródek Pomorski
Cidades: Barlinek, Dębno, Myślibórz

## Demografia
População (dados de 30 de Junho de 2006):
|          | Total   | Total | Mulheres | Mulheres | Homens  | Homens |
| -------- | ------- | ----- | -------- | -------- | ------- | ------ |
|          | pessoas | %     | pessoas  | %        | pessoas | %      |
| Total    | 68 341  | 100   | 34 595   | 50,7     | 33 206  | 49,3   |
| Cidades  | 40 008  | 100   | 20 624   | 51,5     | 19 384  | 48,5   |
| Povoados | 27 333  | 100   | 13 511   | 49,4     | 13 822  | 50,6   |